# Kim Nam-soon
Dans ce nom, le nom de famille, Kim, précède le nom personnel.
Kim Nam-soon, née le 7 mai 1980, est une archère sud-coréenne.

## Palmarès
- Jeux olympiques
  -  Médaille d'or en équipe aux Jeux olympiques d'été de 2000 à Sydney.
  -  Médaille d'argent en individuel aux Jeux olympiques d'été de 2000 à Sydney.